# Perceneige
 Perceneige  es una población y comuna francesa que se encuentra en la región de Borgoña, departamento de Yonne, en el distrito de Sens y cantón de Sergines.

## Demografía
| 950 | 887 | 856 | 782 | 731 | 857 |
| Para los censos de 1962 a 1999 la población legal corresponde a la población sin duplicidades (Fuente: INSEE [Consultar]) |     |     |     |     |     |